# Каястха

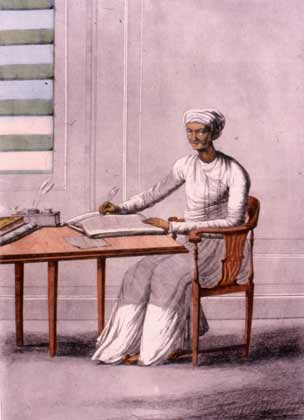
Бенгальский каястх. Рисунок XIX века

Каястха (также известна как кайастха, каяштха и кайетх) — индийская каста (группа подкаст), представители которой традиционно работали писцами, архивариусами, хранителями актов и счетов, составителями исторических хроник и генеалогических списков правящих династий, управителями поместий и туземных княжеств, казначеями и счетоводами. К каястхам близки другие касты и подкасты профессиональных клерков — матхуры, саксены, нигамы, бхатнагары, карны, астханы, сурдхваджи, гоуры, шриваставы, амбастхи, кулшрештхи, валмики, бхаты, кхатри, осваль, мохноты, бхандари, сингхи, лодхи и мохаты. 
Поскольку в средневековый, могольский и британский периоды каястхи были наиболее грамотными и даже образованными людьми, из их среды вышли многие советники правителей, министры, сотрудники административного аппарата, предприниматели и представители интеллигенции. В независимой Индии значительное число каястхов работает офисными клерками, бухгалтерами, инженерами, врачами, менеджерами, юристами и государственными чиновниками, а также занимается бизнесом, политикой и искусствами. В начале XXI века в Индии насчитывалось около 800 тыс. каястхов, они распространены по всей северной Индии — в Раджастхане, Харьяне, Дели, Уттар-Прадеше, Бихаре и Западной Бенгалии (крупнейшая община), а также в Мадхья-Прадеше, Чхаттисгархе, Джаркханде, Ориссе и Махараштре. Небольшие общины каястхов проживают в Непале и Бангладеш.   

## История

### Древний и средневековый периоды
В период правления могущественной династии Гуптов каястхи Бенгалии занимались переписыванием смрити, но ещё не были отдельной кастой. В ту эпоху писцами и врачами нередко становились выходцы из варны брахманов, поэтому среди каястхов до сих пор широко распространены брахманские фамилии. С VII века некоторые брахманские религиозные тексты называют каястха кастой, члены которой переписывают светские документы и составляют различные официальные отчёты.  
Согласно различным исследованиям, каястхи из сословия клерков и чиновников превратились в касту между V и XII веками. Бенгальские каястхи, включившие в свой состав брахманские и кшатрийские элементы, оформились в профессиональную касту во время правления династии Сена. Согласно исторической хронике «Раджатарангини», написанной Калханой в XII веке, кашмирские каястхи занимали должности главных министров и главных казначеев при многих царях Кашмира.
До образования Бенгальского султаната каястхи были влиятельной кастой в Бенгалии и Бихаре, члены которой доминировали в государственном аппарате и занимали важные должности в правительстве. Согласно трудам визиря Абуля-Фадля Аллами, каястхи были реальными правителями при дворе династии Пала на завершающем этапе её истории.
После мусульманского завоевания северной Индии и образования Делийского султаната многие каястхи освоили персидский язык и стали работать переводчиками и писарями в судах. Часть каястхов приняла ислам и образовала мусульманскую ветвь касты. Наиболее видным каястхом Могольского периода был раджа Тодар Мал, занимавший пост главного казначея при падишахе Акбаре. Бенгальские каястхи сохранили при мусульманских правителях свои земли, а также стали выступать в роли посредников между новыми властями и индуистским населением. Некоторые из каястхов Бенгалии становились губернаторами, министрами и сборщиками налогов.
Благодаря высокому статусу при дворах мусульманских правителей, многие бенгальские каястхи стали влиятельными заминдарами и джагирдарами. Согласно Абулю-Фадль Аллами, большинство крупных землевладельцев-индусов Бенгалии были каястхами. Махараджа Пратападитья, обосновавшийся в Джессоре и в начале XVII века объявивший независимость от Моголов, происходил из числа бенгальских каястхов-заминдаров.

### Британский период

Субхас Чандра Бос — президент ИНК и командующий Индийской национальной армии

В британский период каястхи продолжали работать в государственном аппарате и имели право занимать самые высокие посты в исполнительной и судебной власти, доступные индийцам. В 1887 году была основана ассоциация «Каястха Махасабха», которая объединила региональные организации каястхов.
Бенгальские каястхи взяли на себя роль компрадоров, которую в других частях Индии играли преимущественно представители торговых каст банья и четти. Каястхи получали огромные прибыли от деловых операций с британцами. К 1911 году в руках бенгальских каястхов и брахманов находилось 40 % всех заводов, фабрик и шахт Бенгалии, находившихся в собственности индийцев.
Многие каястхи в британский период работали клерками и начальниками станций компании Indian Railways. Среди активных участников Индийского национально-освободительного движения было немало бенгальских каястхов, в том числе духовные лидеры Свами Вивекананда и Шри Ауробиндо, революционер и президент Индийского национального конгресса Субхас Чандра Бос.

### Период независимости
Во второй половине XX век вся власть в Бихаре фактически находилась в руках четырёх каст — бхумихаров, бихарских раджпутов (известных как пурбийя), каястхов и митхил-брахманов. Они доминировали в политике штата, занимали большинство мест в правительстве и университетах, контролировали распределение средств в фондах развития и влияли на местные выборы.
В Бихаре и Бенгалии распространено соперничество и даже вражда между каястхами и раджпутами за лидерство среди сельского населения (раджпуты презрительно называют каястхов «грязными писцами», а те раджпутов — «вонючей солдатнёй»). Однако, каястхи и раджпуты нередко объединяются, когда «низшие» касты пытаются получить доступ к ресурсам деревни. Каястхи относятся к «высшим» или «передовым» кастам (Forward caste), на них не распространяется правительственная программа резервирования, доступная лишь для зарегистрированных каст и племён и «других отсталых классов» (Other Backward Class). Североиндийские каястхи (читрагупта-каястхи) мобилизуют своих членов в кастовые ассоциации, через которые лоббируют свои интересы и добиваются таких же льгот, как и у «низших» каст. Они ситуативно присоединяются к различным политическим партиям, стремясь извлечь из этого политические и экономические дивиденды. 
Среди широких слоёв населения имеется застарелая ксенофобия по отношению к каястхам, о чём свидетельствую многочисленные поговорки с отрицательной коннотацией («Повстречав одновременно змею и каястха, первым непременно убей каястха»).

## Варновый статус

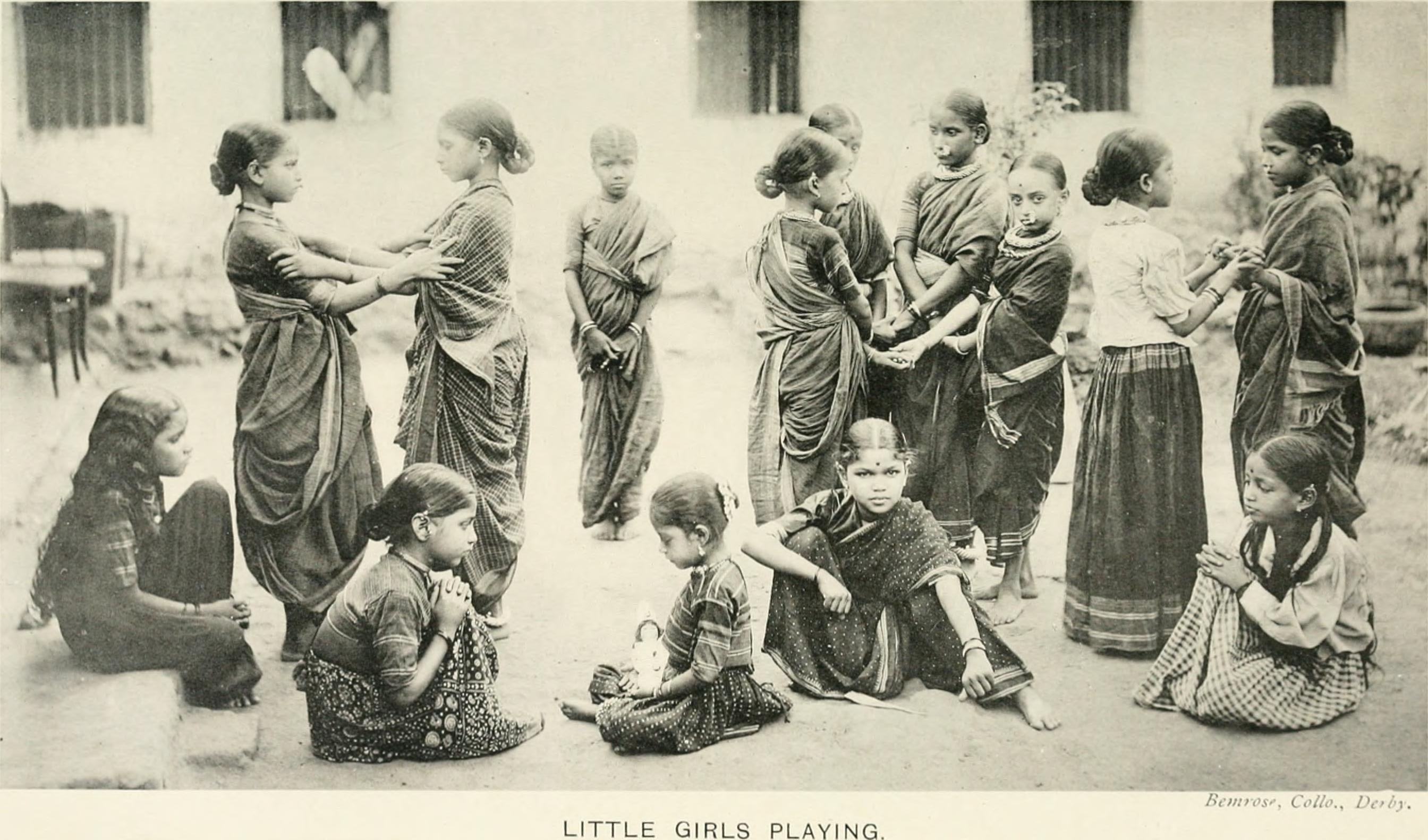
Девочки из касты каястха (чандрасени). Начало XX века

Издавна каястхи нанимались писцами к брахманам, кшатриям и купцам. Позже они сформировали отдельную касту «смешанного» происхождения: в зависимости от ритуального статуса их относили и к кшатриям, и к вайшьям, и к шудрам.
Общину маратхских каястхов, известную как чандрасени, относят к кшатриям. Это решение в XVIII — XIX веках приняли советы брахманов Пуны и Варанаси, а пешва Баджи-рао II утвердил окончательно. Чандрасени считаются кастой, которая в социальной иерархии наиболее приближена сообществу маратхских брахманов.
Варновый статус североиндийских и непальских каястхов (читрагупта-каястхи или читрагуптаванши-каястхи) является предметом споров. Большинство источников относит их к двиджа («дваждырождённым»), а именно к кшатриям. Бенгальские каястхи относятся к самым высоким индуистским кастам и в социальной иерархии идут сразу вслед за брахманами.
После мусульманского завоевания Индии бенгальские каястхи растворили в своей среде остатки прежних индуистских правящих династий Бенгалии и Ассама, включая членов династий Варман, Пала, Сена и Чандра. Таким образом, бывшие клерки и администраторы стали «смешанной» общиной, претендующей на статус «воинов» (кшатриев). Во время британского правления бенгальские каястхи, наряду с брахманами и байдия (вайдия), рассматривались как бхадралок (этим термином британцы обозначали бенгальское «дворянство», наследственную знать, образованных и «респектабельных людей» или землевладельческую «аристократию»).
Некоторые учёные, в частности британский этнограф Герберт Хоуп Рисли (1851—1911), изучавший касты и племена Бенгальского президентства, и американский профессор Уильям Роув (1931—2015), относили каястхов к «чистым» шудрам, которые с помощью санскритизации и вестернизации пытались поднять свой социальный статус. Однако другие учёные, в том числе из Калифорнийского университета в Беркли и Кембриджского университета, раскритиковали эту теорию. Каястхи Бенгалии, Соединённых провинций и Бомбейского президентства выступали против такой классификации, требуя причислить себя к кшатриям. В 1926 году британские власти причислили каястхов к варне кшатриев, а во время последней переписи населения в 1931 году учитывали их в числе других «высших» каст.
Так как каястхи не являются единой кастой, а представляют собой объединение каст и подкаст, их варновая принадлежность определялась в каждом конкретном случае с учётом социального статуса конкретной региональной общины. В 1860 году в Джаунпуре в ходе имущественного спора британский суд признал каястхов «дваждырождёнными» и «высшей кастой». Точно такое же решение суд вынес в 1875 году в Аллахабаде. Однако в 1884 и 1916 годах суд в Калькутте классифицировал бенгальских каястхов как шудр, хотя и признал их кшатрийское происхождение. В 1890 году суд в Аллахабаде постановил, что каястхи относятся к кшатриям. Наконец, в 1926 году в ходе очередного имущественного спора суд в Патне постановил, что каястхи ведут своё происхождение от кшатриев и являются «дваждырождёнными».

## Подгруппы
Каястхи являются неоднородной кастой и делятся на множество подгрупп. Различные региональные ветви касты имеют различный варновый статус и, соответственно, различный социальный и ритуальный статус. Даже в одном регионе у различных подгрупп каястхов есть различный ритуальный статус. Большинство каястхов Северной Индии ведут своё происхождение от сыновей бога Читрагупты (индийский бог справедливости и правосудия, ведущий учёт земных деяний людей и решающий их судьбу после смерти).
Бенгальские каястхи утверждают, что их предки в XI веке прибыли в Бенгалию из Каннауджа по приглашению правителей из династии Сена. Все бенгальские каястхи считают своим прародителем Читрагупту. Небольшая группа каястхов Махараштры ведёт своё происхождение от кшатрийского воина Чандры Сены (известны как чандрасени). Другими значительными подгруппами каястхов являются барендра, бангия (или рархи), бхимани, манак-бхандари, джхамария и панчоб.
Североиндийские каястхи, ведущие своё происхождение от Читрагупты, делятся на две ветви — кулин (кулина) и маулик (маулика), а также на 12 подкаст — матхуры, саксены, нигамы, бхатнагары, карны (караны), астханы, сурдхваджи (сурадждхваджи), гоуры (гауры), шриваставы, амбастхи (амбаштхи), кулшрештхи и валмики. Среди каястхов наиболее распространены фамилии Басу (Босу, Бошу, Бос), Прасад, Бхатнагар, Шривастава, Гхош (Гош), Каран (Карн), Митра, Нигам, Пал, Аич (Аитч), Карник и Гуха.  
В Маратхской империи из числа чандрасени (маратхские каястхи) выходили как воины, так и армейские администраторы (смотрители замков, управляющие обозов,  армейские писари).

## Видные каястхи
- Бипин Чандра Пал (1858—1932) — политический деятель.
- Джагдиш Чандра Бос (1858—1937) — учёный и писатель.
- Свами Вивекананда (1863—1902) — философ и религиозный деятель.
- Шри Ауробиндо (1872—1950) — философ и религиозный деятель.
- Мунши Премчанд (1880—1936) — классик литературы на хинди и урду.
- Раджендра Прасад (1884—1963) — глава ИНК и первый президент Индии.
- Субхас Чандра Бос (1897—1945) — один из лидеров ИНК и глава Азад Хинд.
- Джаяпракаш Нараян (1902—1979) — видный политический деятель.
- Лал Бахадур Шастри (1904—1966) — второй премьер-министр Индии.
- Махадеви Варма (1907—1987) — видная поэтесса.
- Хариванш Рай Баччан (1907—2003) — видный поэт.
- Махариши Махеш Йоги (1917—2008) — гуру и религиозный деятель.
- Чандрика Прасад Шривастава (1920—2013) — дипломат и генсек ММО.
- Мукеш Чанд Матхур (1923—1976) — певец.
- Нирмала Шривастава (1923—2011) — гуру и религиозный деятель.
- Бал Кешав Такерей (1926—2012) — политический деятель, лидер Шив сена.
- Нутан Самартх Бахл (1936—1991) — киноактриса.
- Амитабх Баччан (1942) — актёр и политик.
- Шатругхан Синха (1945) — актёр и политик.
- Каушик Басу (1952) — видный экономист.
- Рави Шанкар Прасад (1954) — юрист и политик.
- Адеш Шривастава (1964—2015) — композитор и певец.
- Сону Нигам (1973) — певец и актёр.
- Каджол Девган (1974) — киноактриса.
- Бипаша Басу (1979) — киноактриса и модель.
- Самит Басу (1979) — писатель и сценарист.
- Шрия Саран (1982) — киноактриса, танцовщица и модель.